# Опыт Ву

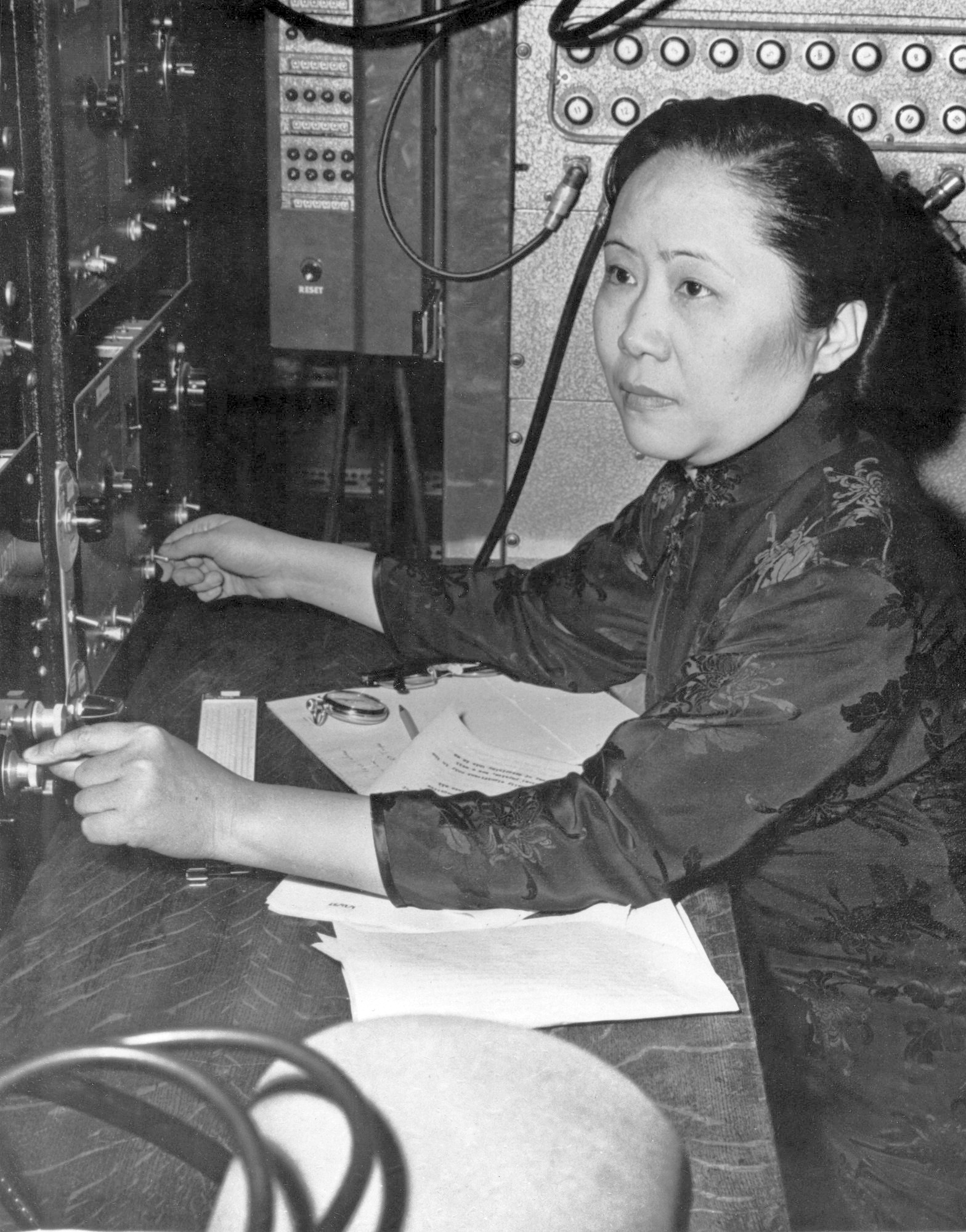
Цзяньсюн Ву, в честь которой назван опыт Ву, спланировала опыт и возглавила группу исследователей, которая провела проверку сохранения чётности в 1956 году

Опыт Ву — эксперимент в области физики элементарных частиц и ядерной физики, проведённый в 1956 году китайским и американским физиком Цзяньсюн Ву в сотрудничестве с Лабораторией низких температур Национального бюро стандартов США. Целью опыта было установить, сохраняется ли чётность (P-чётность), которая ранее была установлена в электромагнитных и сильных взаимодействиях, также для слабого взаимодействия или нет. Если P-чётность была бы истинной сохраняющейся величиной, то зеркальная версия мира (где левое заменяется на правое, а правое — на левое) вела бы себя как зеркальное отображение настоящего мира. Если P-чётность была бы нарушена, то можно было бы различать зеркальную версию мира и зеркальное отображение настоящего мира. Опыт состоял в наблюдении распределения направлений вылета электронов из ядер кобальта-60 при бета-распаде в условиях очень низкой температуры и сильного магнитного поля. В нём обнаружилась асимметрия распределения бета-частиц, вылетающих из источника радиации.
Результаты опыта показали, что сохранение пространственной чётности нарушается из-за слабого взаимодействия, что приводит к возможности оперативно определять левое и правое без привязки к макрообъектам реального мира. Этот результат не был ожидаемым в физическом сообществе, которое раньше считало чётность сохраняющейся величиной. Чжэндао Ли и Чжэньнин Янг, физики-теоретики, которые положили начало идее несохранения чётности и предложили этот эксперимент, получили за свою теоретическую работу Нобелевскую премию по физике 1957 года. Роль Ву Цзяньсюн в открытии была упомянута в нобелевской речи, но не была отмечена вплоть до 1978 года, когда ей впервые присудили премию Вольфа.

## История
В 1927 году Юджин Вигнер формализовал принцип сохранения чётности (P-чётности) — идею о том, что настоящий мир и мир, построенный как его зеркальное отображение, будут вести себя одинаково, с той лишь разницей, что левое и правое будут перевёрнуты (например, часы, которые идут по часовой стрелке, будут вращаться против часовой стрелки, в зеркальном мире).
Этот принцип был широко принят физиками, а сохранение P-чётности экспериментально подтвердили в электромагнитных и сильных взаимодействиях. Однако в середине 1950-х годах некоторые распады с участием каонов не могли быть объяснены существующими теориями, в которых предполагалось, что P-чётность сохраняется. Казалось, что существует два типа каонов: один распадается на два пиона, а другой — на три пиона. Этот эффект получил название τ — θ-парадокс.
Чжэндао Ли и Чжэньнин Янг положили начало идее несохранения чётности. Они провели обзор литературы по вопросу сохранения чётности во всех фундаментальных взаимодействиях и пришли к выводу, что в случае слабого взаимодействия экспериментальные данные не подтверждают и не опровергают наличия P-симметрии. Вскоре после этого они обратились к Цзяньсюн Ву, эксперту по спектроскопии бета-распада, с различными идеями для экспериментов. Они остановились на идее проверить направленность бета-распада в кобальте-60. Ву осознала потенциал революционного эксперимента и, желая опередить остальное физическое сообщество, приступила к работе в конце мая 1956 года, отменив запланированную поездку в Женеву и на Дальний Восток со своим мужем. Большинство физиков, включая её близкого друга Вольфганга Паули, считали это невозможным. Другой известный учёный, Ричард Фейнман, заключил пари 10 000 к 1 с физиком Норманом Рамзеем на провал эксперимента; узнав о его результатах, он договорился на пятьдесят долларов — сумму, которую он позже заплатит Рамзею на Рочестерской конференции.
Ву пришлось связаться с Генри Бурсом и Марком Земанским, которые имели большой опыт в физике низких температур, чтобы провести свой эксперимент. По просьбе Бурса и Земанского Ву связалась с Эрнестом Амблером из Национального бюро стандартов для помощи в организации эксперимента, который должен был состояться в 1956 году в Лаборатории низких температур Национального бюро стандартов. В декабре 1956 года после нескольких месяцев работы и преодоления технических трудностей команда Ву установила асимметрию, указывающую на нарушение чётности.
Ли и Янг, которые инициировали опыт Ву, за свою теоретическую работу были награждены Нобелевской премией по физике в 1957 году, вскоре после проведения эксперимента. Роль Ву в открытии была упомянута в речи во время вручения премии. Вольфганг Паули, Янг, Ли и многие другие учёные были возмущены таким решением Нобелевского комитета, а лауреат Нобелевской премии 1988 года Джек Штайнбергер назвал это самой большой ошибкой в истории Нобелевского комитета. В 1978 году Ву была присуждена первая премия Вольфа.

## Теория
Если конкретное взаимодействие сохраняет P-симметрию, то это означает, что если поменять местами левое и правое, то взаимодействие будет вести себя точно так же, как и до обмена. Другими словами — можно представить, что сконструированы два мира, различающиеся только чётностью — «реальный» мир и «зеркальный» мир, где левое и правое меняются местами. Если взаимодействие симметрично по отношению к пространственной чётности, то оно приводит к одинаковым результатам в обоих «мирах».
Цель эксперимента Ву состояла в том, чтобы определить, сохраняется или нарушается P-чётность в слабом взаимодействии, исследовав направление движения продуктов распада кобальта-60. Если распад происходил бы в выделенном направлении, то это означало бы нарушение чётности, потому что если бы слабое взаимодействие сохраняло чётность, то продукты распада должны испускаться равновероятно во всех направлениях. Как писали Ву с соавторами:

Если наблюдается асимметрия в распределении между θ и 180°−θ (где θ — угол между ориентацией родительских ядер и импульсом электронов), это дает однозначное доказательство того, что чётность не сохраняется при бета-распаде.
Оригинальный текст (англ.)If an asymmetry in the distribution between θ and 180° − θ (where θ is the angle between the orientation of the parent nuclei and the momentum of the electrons) is observed, it provides unequivocal proof that parity is not conserved in beta decay.

Причина этого заключается в том, что ядро кобальта-60 обладает спином, а спин не меняет своего направления при замене чётности, поскольку угловой момент — это аксиальный вектор. С другой стороны, направление, в котором продукты распада разлетаются, зависит от чётности, поскольку импульс — это полярный вектор. Другими словами, если бы в «реальном» мире ядерный спин кобальта-60 и разлёт продуктов распада оказались бы примерно в одном направлении, то в «зеркальном» мире они были бы примерно в противоположных направлениях, потому что направление разлёта продуктов распада бы изменилось, а направление спина — нет.
Это покажет явное различие в поведении слабого взаимодействия в обоих «мирах», и, следовательно, слабое взаимодействие нельзя будет назвать симметричным относительно чётности. Единственный способ, которым слабое взаимодействие могло бы оказаться симметричным по чётности, — если бы не было предпочтения в направлении разлёта получившихся частиц, потому что тогда изменение направления в «зеркальном» мире не выглядело бы иначе, чем в «реальном» мире, потому что там в любом случае было равное количество разлетевшихся продуктов распада в оба направления.

## Эксперимент

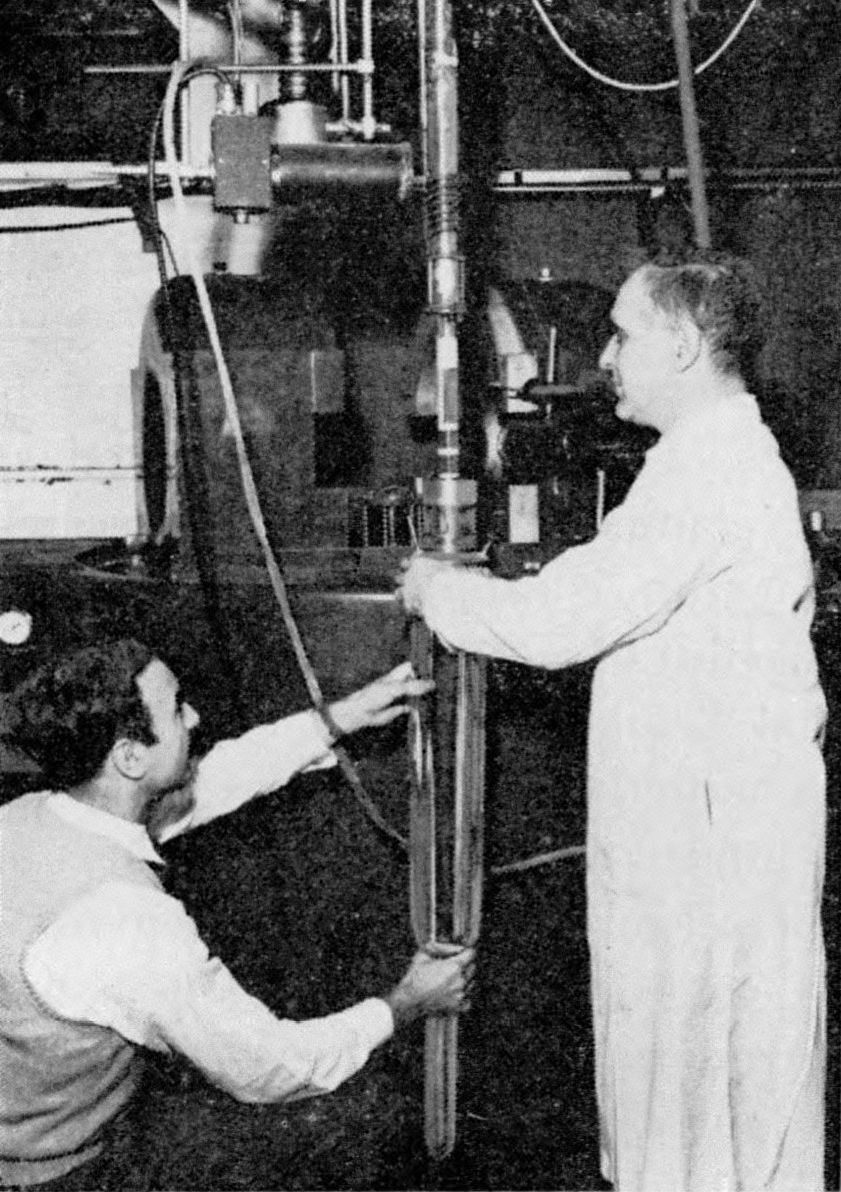
Опыт Ву, проведённый в «Лаборатории низких температур» Бюро стандартов, Вашингтон, округ Колумбия, в 1956 году. Вертикальная вакуумная камера, содержащая кобальт-60, детекторы и катушку индуктивности, помещаются в сосуд Дьюара перед тем, как вставить в большой электромагнит на заднем плане, который охладит радиоизотоп до близкой к абсолютному нулю температуры за счёт адиабатического размагничивания

В эксперименте наблюдался распад ядер атомов кобальта-60 (60Co), спины которых были выстроены вдоль однородного магнитного поля, для чего охлаждались почти до абсолютного нуля, чтобы тепловые флуктуации не нарушали выравнивание спинов. Кобальт-60 — это нестабильный изотоп кобальта, который распадается в результате бета-распада до стабильного изотопа никель-60 (60Ni). Во время этого распада один из нейтронов в ядре кобальта-60 распадается на протон, испуская электрон (e−) и электронное антинейтрино (νe). Образовавшееся ядро никеля, однако, находится в возбужденном состоянии и быстро переходит в своё основное состояние, испуская два кванта гамма-излучения (γ). Отсюда общее уравнение ядерной реакции:
{\displaystyle {}_{27}^{60}{\text{Co}}\rightarrow {}_{28}^{60}{\text{Ni}}+e^{-}+{\bar {\nu }}_{e}+2{\gamma }}
Гамма-лучи — это фотоны, поэтому их излучение ядром никеля-60 представляет собой электромагнитный процесс, в которых чётность сохраняется. Однако, направление их излучения не изотропно, а зависит от направления спина атома. Поэтому, сравнивая показания двух счётчиков гамма-квантов, установленных под разными углами к направлению поляризации образца, можно контролировать наличие поляризации. В то же время, анизотропия вылета электронов, если таковая будет наблюдена, однозначно свидетельствует о несохранении чётности в слабом распаде.

### Материалы и методы

Схема опыта Ву

Для этого эксперимента необходимо было получить максимально возможную поляризацию ядер 60Со. Из-за очень малых магнитных моментов ядер по сравнению с электронами требовались сильные магнитные поля при чрезвычайно низких температурах, намного более низких, чем можно было бы достичь одним охлаждением жидким гелием. Низкие температуры были достигнуты методом адиабатического размагничивания. Изучаемый образец был получен выращиванием монослоя, содержащего радиоактивный кобальт, на поверхности монокристалла церий-магниевого нитрата, парамагнитной соли с сильно анизотропным g-фактором Ланде.
Соль намагничивалась вдоль оси, обладающей большим g-фактором (в эксперименте — горизонтальной), а температура снижалась до 1,2 K путём откачки паров гелия до низкого давления. Отключение горизонтального магнитного поля приводило к снижению температуры примерно до 0,003 K. После этого магнит раскрывался, и на нижнюю часть криостата наезжал вертикальный соленоид, чтобы выровнять магнитные моменты ядер кобальта. Включение магнитного поля соленоида лишь незначительно повышало температуру, так как ориентация магнитного поля соленоида была в направлении низкого g-фактора. Этот метод достижения высокой поляризации ядер 60Co был уже известен и описан ранее, в работах Гортера и Роуза.
Детектирование гамма-квантов осуществлялось с помощью двух сцинтилляционных счётчиков на основе кристаллов NaI, экваториального и полярного. Их показания использовались для измерения поляризации. Счётчики были настроены, чтобы регистрировать только гамма-кванты интересующего распада, и отфильтровывать фотоны комптоновского рассеяния. Поляризация образца непрерывно отслеживалась в течение следующих 15 минут по мере того, как кристалл нагревался и поляризация пропадала. Бета-излучение, то есть электроны, регистрировалось внутри криостата сцинтиллятором на основе кристалла антрацена, он был расположен в 2 см над поверхностью образца. Свет с этого кристалла через стеклянное окно и колонну из оргстекла передавался на фотоумножитель.

### Полученные результаты

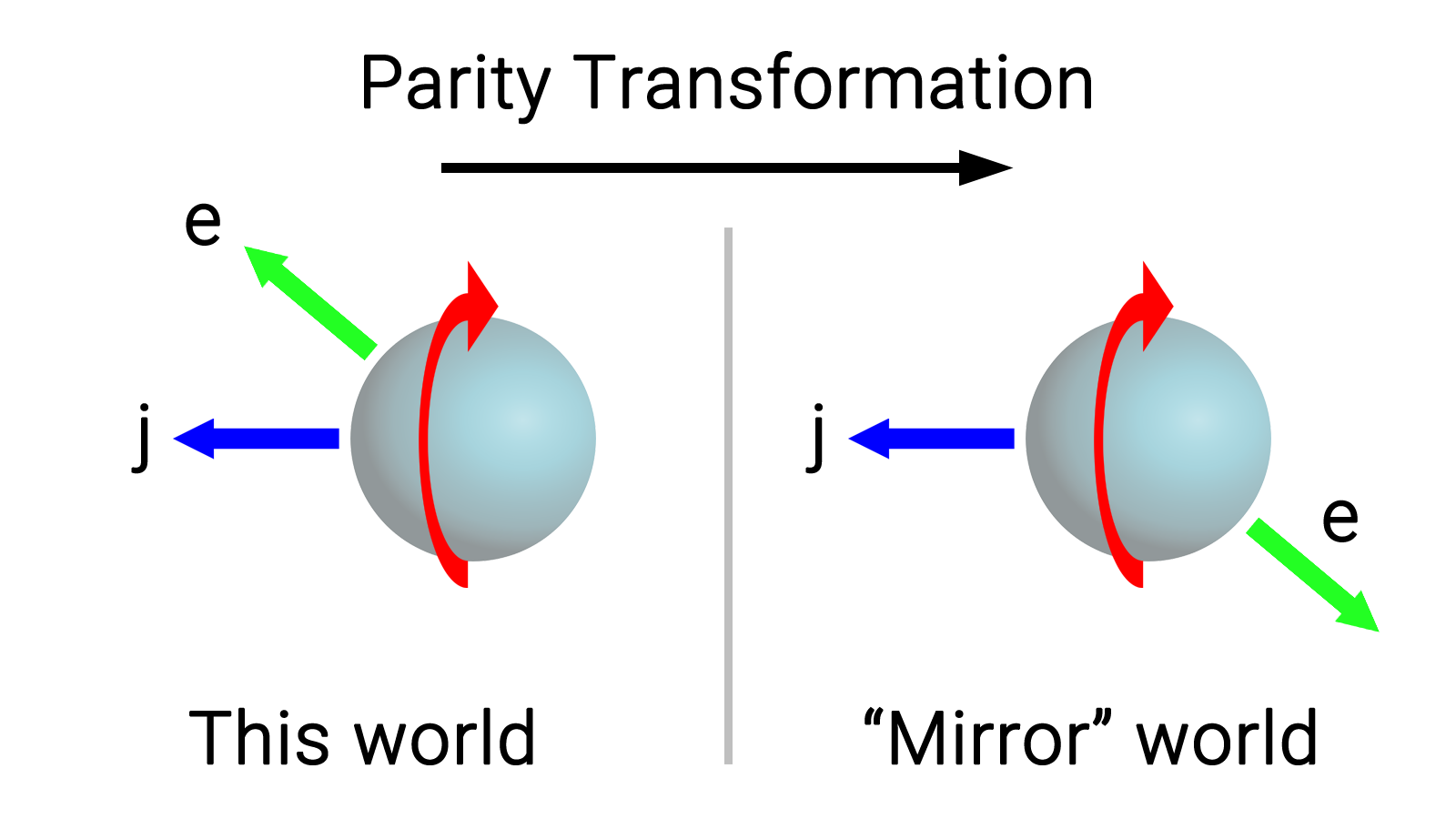
Результат опыта Ву, в котором атом кобальта с вектором спина j испускает электрон e

В опыте наблюдалась анизотропия гамма-излучения (т.е. поляризация образца), а также коррелированная с поляризацией анизотропия бета-излучения, до момента разогрева системы (около 6 минут) когда обе анизотропии плавно исчезали. Если бы чётность сохранялась при бета-распаде, то испускаемые электроны не имели бы предпочтительного направления распада, а значит скорость счёта электронов не менялась бы при исчезновении поляризации. Изменение полярности соленоида, а вместе с ним и направления поляризации образца, меняло знак эффекта: электроны чаще испускались в направлении, противоположном направлению спина. Чтобы исключить посторонние эффекты, было проверено, что наблюдаемая электронная асимметрия не меняла знак при изменении поля адиабатического размагничивания на противоположное, что означает, что асимметрия не была вызвана остаточной намагниченностью в образцах. Позже было установлено, что нарушение чётности было максимальным.
Результаты очень удивили физическое сообщество. Затем несколько исследователей попытались воспроизвести результаты группы Ву, в то время как другие отреагировали на результаты с недоверием. Вольфганг Паули, получив сообщение от Жоржа М. Теммера, который также работал в Национальном бюро стандартов, что сохранение чётности больше не может считаться истинным во всех случаях, воскликнул: «Это полная чепуха!». Теммер заверил его, что результат эксперимента подтвердил, что это так, на что Паули коротко ответил: «Тогда это нужно повторить!». К концу 1957 года дальнейшие исследования подтвердили первоначальные результаты группы Ву, и нарушение P-чётности было твёрдо установлено.

## Механизм и последствия

Диаграмма Фейнмана для -распада нейтрона на протон, электрон и электронный антинейтрино через промежуточный -бозон

Результаты опыта Ву позволяют оперативно определить понятия левого и правого. Это различие заложено в природе слабого взаимодействия. Раньше, если бы учёные на Земле общались с учёными на недавно открытой планете, и они никогда не встречались бы лично, каждая группа не могла бы однозначно определить левую и правую стороны другой группы. С помощью эксперимента Ву можно сообщить другой группе, что слова «левый» и «правый» определены точно и недвусмысленно. Эксперимент Ву наконец разрешил проблему Озмы, которая заключается в том, чтобы дать однозначное определение левого и правого с научной точки зрения.
На фундаментальном уровне (как показано на диаграмме Фейнмана справа) бета-распад вызывается преобразованием отрицательно заряженных (−1/3 e) кварков посредством испускания W-бозона с последующим распадом его на электрон и антинейтрино:
d → u + e− + ν
e.
Кварк обладает левой (отрицательная хиральность) и правой (положительная хиральность) частью. Когда он движется в пространстве-времени, он колеблется между этими состояниями, переходя от правой части к левой, и наоборот. Из анализа демонстрации нарушения P-чётности в опыте Ву можно сделать вывод, что только левые нижние кварки распадаются, а в слабое взаимодействие вовлечены только левые кварки и лептоны (или правые антикварки и антилептоны). Правые частицы просто не участвуют в слабом взаимодействии. Если бы нижний кварк не имел массы, то он бы не колебался, а его правое состояние было бы само по себе достаточно стабильным. Тем не менее, поскольку нижний кварк массивен, он колеблется и распадается.
В целом, поскольку {\displaystyle J_{\text{Co}}^{P}=5^{+}} (в атомных единицах {\displaystyle \hbar =1}, P — обозначает чётность), то сильное магнитное поле вертикально поляризует 60
27Co — ядра таким образом, что {\displaystyle J_{z,{\text{Co}}}^{P}=J_{\text{Co}}^{P}=5^{+}}. Поскольку {\displaystyle J_{\text{Ni}}^{P}=4^{+}} и распад сохраняет угловой момент, то из {\displaystyle J_{z,{\text{Co}}}^{P}=J_{z,{\text{Ni}}}^{P}+J_{z,e^{-}}^{P}+J_{z,{\bar {\nu }}}^{P}=5^{+}} следует, что {\displaystyle J_{z,e^{-}}^{P}=J_{z,\nu }^{P}=1/2^{+}}. Таким образом, концентрация бета-лучей в отрицательном направлении z указала на появление левых кварков и электронов. Из таких экспериментов, как опыт Ву и опыт Гольдхабера, было показано, что безмассовые нейтрино должны быть левыми, а безмассовые антинейтрино должны быть правыми. Поскольку в настоящее время известно, что нейтрино имеют небольшую массу, было высказано предположение, что правые нейтрино и левые антинейтрино могут также существовать. Эти нейтрино не будут взаимодействовать с лагранжианом слабого взаимодействия и будут участвовать только в гравитационном взаимодействии, возможно, образуя часть тёмной материи во Вселенной.

## Влияние
Открытие Ву заложило основу для разработки Стандартной модели, которая основывалась на идее симметрии частиц, сил и того, как частицы иногда могут нарушать эту симметрию. Широкое освещение этого открытия побудило первооткрывателя деления ядер Отто Фриша упомянуть, что в Принстоне часто говорили, что открытие Ву было самым значительным со времён опыта Майкельсона, который вдохновил Эйнштейна на создание теории относительности, в то время как американская ассоциация AAUW назвала это открытие решением самой большой загадки ядерной физики. Помимо демонстрации отличительной характеристики слабого взаимодействия от трёх других фундаментальных сил взаимодействия, дальнейшие исследования в конечном итоге привели к открытию общего CP-нарушения (нарушения симметрии зарядового сопряжения). Это нарушение означает, что вещество отличается от антивещества, и открывает путь с объяснению загадки дисбаланса вещества и антивещества в современной Вселенной. Отсутствие идеальной симметрии между материей и антиматерией позволило существовать современной Вселенной после Большого взрыва в том виде, какой мы её знаем, а не заполненной одними фотонами после полной аннигиляции барионного вещества и антивещества. Ли и Янг в знак признания их теоретической работы были удостоены Нобелевской премии по физике в 1957 году. Абдус Салам спросил своего коллегу, занимающегося классической литературой:

Есть ли античный писатель, который когда-либо рассматривал гигантов только с левым глазом? Он признался, что одноглазые гиганты были описаны, и предоставил мне их полный список; но они всегда [как циклопы <..>] щеголяют своим одиноким глазом посередине лба. Мы обнаружили, что мир — это слабый гигант с левым глазом.Оригинальный текст (англ.)If any classical writer had ever considered giants with only the left eye. He confessed that one-eyed giants have been described and supplied me with a full list of them; but they always [like Cyclops <..>] sport their solitary eye in the middle of the forehead. What we have found is that space is a weak left-eyed giant.